# Viveka Lagercrantz-Hallberg
Anna Viveka Lagercrantz-Hallberg, född 1 november 1915 i Djursholm i Danderyds församling, död 30 mars 2006 i Västerås, var en svensk läkare (barn- och ungdomspsykiater).
Lagercrantz-Hallberg var dotter till affärsmannen Bengt Lagercrantz och Elisabet Kalling. Hon avlade studentexamen 1934, blev medicine kandidat vid Uppsala universitet 1939 och medicine licentiat vid Karolinska Institutet i Stockholm 1945. Hon var tillförordnad underläkare i Avesta 1943, på Beckomberga sjukhus 1944, assistentläkare vid medicinska avdelningen på Stocksunds lasarett 1945–1946, auskultant på Norrtulls barnsjukhus 1946, tillförordnad underläkare på S:t Olofs sjukhus i Visby 1946, vid psykiatriska avdelningen på Södersjukhuset 1947, vikarierande extra läkare vid barnpsykiatriska avdelningen på Norrtulls barnsjukhus 1947–1948, läkare vid Stockholms stads central för psykisk barna- och ungdomsvård 1948–1954, läkare och föreståndare för dess filial i Hökarängen 1954–1955 och Vällingby 1955–1956, läkare vid Älvsborgs läns psykiska barn- och ungdomsvård 1956–1961 och överläkare vid barn- och ungdomspsykiatriska kliniken på Västerås centrallasarett 1961–1980. Hon var styrelseledamot i statens skol- och yrkeshem i Salbohed från 1961. Hon var ledamot av centralstyrelsen för Fredrika Bremer-förbundet och ledamot av skolstyrelsen i Stocksunds köping 1954–1956.
Hon var från 1943 gift med överläkaren Carl Hallberg (1916–1999). Makarna är begravda på Djursholms begravningsplats.